# Atletiek op de Paralympische Zomerspelen 2024 - 100 m mannen T51
De 100 meter voor mannen klasse T51 op de Paralympische Zomerspelen 2024 vond plaats van op 6 september in het Stade de France. Deze klasse is voor atleten met onderbreking van de zenuwen in de hogere delen van de rug, met lichte zwakte in schouders, beperkt vermogen in het strekken van ellebogen en polsfunctie, en geen vinger-, romp- of beenfunctie. Titelverdediger was Peter Genyn uit België. Hij werd opgevolgd door Cody Fournie uit Canada, de Belg Peter Genyn behaalde het zilver en Toni Piispanen uit Finland won de bronzen medaille.

## Records
Voorafgaand aan het toernooi waren dit het wereldrecord en het Paralympisch record.
| Wereldrecord        | België Roger Habsch | 19.13 | Dubai | 13 februari 2024 |
| Paralympisch record | België Peter Genyn  | 20.33 | Tokio | 3 september 2021 |

## Finale
| Rang   | Baan | Naam             | Naam | Tijd  | Bijz. |
| ------ | ---- | ---------------- | ---- | ----- | ----- |
| Goud   | 6    | Cody Fournie     | CAN  | 19.63 | PR    |
| Zilver | 3    | Peter Genyn      | BEL  | 20.47 |       |
| Brons  | 2    | Toni Piispanen   | FIN  | 21.14 | SB    |
| 4      | 5    | Mohamed Berrahal | ALG  | 21.83 |       |
| 5      | 4    | Edgar Navarro    | MEX  | 21.97 |       |
| 6      | 7    | Roger Habsch     | BEL  | 22.41 |       |
| 7      | 8    | Ernesto Fonseca  | CRC  | 24.80 |       |